# Europameisterschaften im Dressurreiten 2021
| FEI Dressur-Europameisterschaften 2021 | FEI Dressur-Europameisterschaften 2021 |
| -------------------------------------- | -------------------------------------- |
| Sportarten:                            | Dressurreiten                          |
| Austragungsort:                        | Hagen am Teutoburger Wald, Deutschland |
| Sportstätten:                          | Hauptstadion auf dem Hof Kasselmann    |
| Teilnehmende Reiter:                   | 69 (EM), 53 (U25-EM)                   |
| Internet:                              | hagenatw2021.de                        |

Die Europameisterschaften im Dressurreiten 2021, auch als FEI Dressur-Europameisterschaften 2021 bezeichnet (FEI Dressage European Championship & FEI Dressage European Championship U25), wurden vom 7. bis 12. September 2021 in Hagen am Teutoburger Wald durchgeführt. Hierbei wurden im Dressurreiten sowohl die 30. Europameisterschaften der Altersklasse „Reiter“ als auch die Europameisterschaften der Reiterinnen und Reiter bis 25 Jahre ausgetragen.

## Organisation

### Vergabe
Im Sommer 2019 waren die Europameisterschaften in fünf Disziplinen (Dressurreiten, Para-Dressurreiten, Springreiten, Vierspännerfahren und Voltigieren) für das Jahr 2021 an Budapest vergeben worden. Damit hätte Budapest an die ähnlich umfangreichen FEI Europameisterschaften 2015 und 2017 angeknüpft. Nachdem als Folge der COVID-19-Pandemie die Olympischen Sommerspiele 2020 auf den Juli/August 2021 verschoben wurden, wurden die Europameisterschaften in Budapest vom Weltpferdesportverband FEI weitgehend abgesagt. Lediglich die Vierspänner-Europameisterschaften werden 2021 noch in der ungarischen Hauptstadt durchgeführt.
Der Europäische Pferdesportverband (EEF, European Equestrian Federation) trat bereits im Juni 2020 an die FEI mit der Forderung heran, mindestens im Springreiten auch im Jahr 2021 Europameisterschaften durchzuführen. Zudem wurde auch den anderen Disziplinen volle Unterstützung zugesichert, sollten sie ebenfalls Europameisterschaften 2021 durchführen wollen. Vier Monate später schließlich vergab die FEI die Dressur-Europameisterschaften neu an die Horses and Dreams Entertainment GmbH in Hagen am Teutoburger Wald, die sich um die Durchführung beworben hatte.
Für Hagen war es das zweite Mal, dass es kurzfristig als Austragungsort der Dressur-Europameisterschaften einsprang: Im Jahr 2005 hatte Hagen am Teutoburger Wald die Durchführung der Europameisterschaften mit weniger als einem Monat Vorlauf übernommen, nachdem der ursprüngliche Veranstalter in Moskau der FEI die geforderten Finanzgarantien nicht zusichern konnte.
Die Europameisterschaften der U25-Dressureiter 2021 waren im Sommer 2019 nach Donaueschingen vergeben worden, wo sie im Rahmen des CHI Donaueschingen ausgerichtet werden sollten. Da die FEI bereits im Oktober 2020 eine verbindliche Zusage der Durchführung der U25-Europameisterschaften und zudem weitere Investitionen in den Turnierplatz forderte, sahen sich die Veranstalter in Donaueschingen nicht in der Lage, dies während der COVID-19-Pandemie zusagen zu können. Daher wurden die U25-Europameisterschaften zurückgegeben. Daraufhin bewarb sich Hagen am Teutoburger Wald als Austragungsort der U25-Europameisterschaften 2021 parallel zu den Europameisterschaften der Altersklasse „Reiter“. Die FEI erteilte den Zuschlag hierfür im Februar 2021.

### Sportstätten
Der Hof Kasselmann am Borgberg in Hagen am Teutoburger Wald umfasst eine dauerhafte Reitanlage mit zwei Arenen – dem meistens als Springstadion genutzten Hauptstadion und einem nach Bedarf mit provisorischen Tribünen ausgestatteten Dressurstadion. Auf der Anlage werden jährlich mehrere Reitturniere ausgerichtet, so etwa Horses & Dreams oder das deutsche Nationenpreisturnier „Future Champions“ der Dressur- und Springreiter der Altersklassen „Children“, Ponyreiter, Junioren und Jungen Reiter.

## Zeitplan
Die Veranstaltung umfasste neben den beiden Europameisterschaften auch noch Rahmenprüfungen. So wurden für die Dressurreiter noch ein CDI 3* mit Grand Prix, Grand Prix Spécial und Grand Prix Kür ausgeschrieben. Für Springreiter umfasste die Ausschreibung ein CSI 3*/CSIYH 1*-Turnier mit einer Riders Tour-Etappe am Sonntag als Höhepunkt. Mit Ausnahme der Prüfungen des CDI 3* finden alle Wettbewerbe im Hauptstadion statt.
|                          | 7. Sept. | 8. Sept. | 9. Sept. | 10. Sept. | 11. Sept. | 12. Sept. |
| ------------------------ | -------- | -------- | -------- | --------- | --------- | --------- |
| Dressur-EM               | E/M      | E/M      | E        |           | E         |           |
| U25-Dressur-EM           | E/M      | E/M      |          | E         | E         | E         |
| Rahmenprüfungen Dressur  |          |          |          |           |           |           |
| Rahmenprüfungen Springen |          |          |          |           |           |           |

Legende:
- Die blauen Felder stehen für Tage mit Prüfungen, die goldenen Felder für den Tag der jeweiligen Entscheidung.
- E: Prüfung der Einzelwertung
- M: Prüfung der Mannschaftswertung

## Prüfungen

### Europameisterschaften der Altersklasse „Reiter“

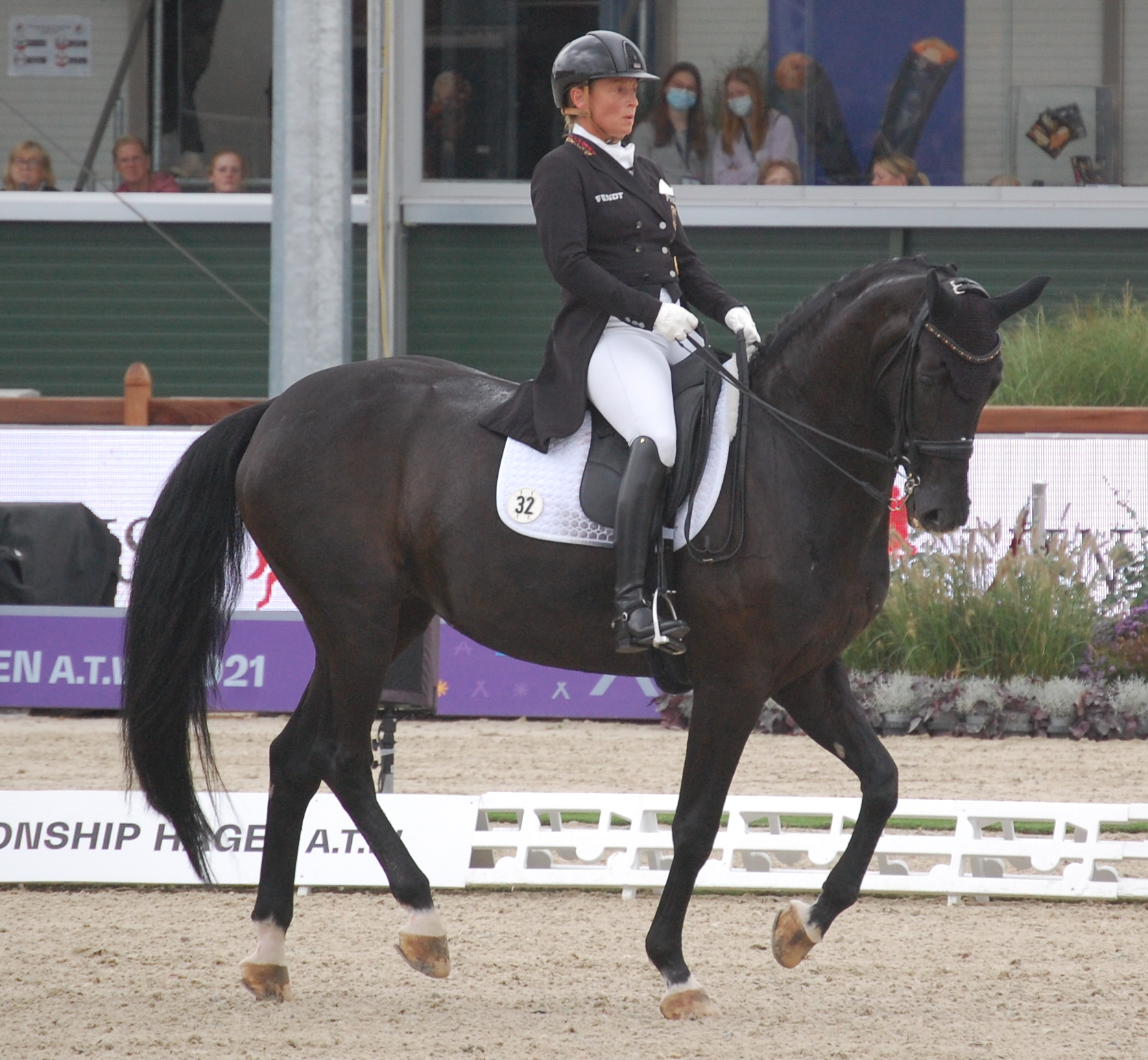
Isabell Werth hatte bei den Europameisterschaften 2019 alle drei Goldmedaillen gewonnen. In Hagen trat sie mit der Rappstute Weihegold an.

Die Europameisterschaft begann mit dem Grand Prix de Dressage, der über zwei Tage verteilt am 7. und 8. September 2021 ausgetragen wurde. Im Grand Prix de Dressage fiel die Entscheidung um die Mannschaftsmedaillen, zudem diente die Prüfung als Qualifikation innerhalb der Einzelwertung. Alle Nationen konnten im Grand Prix de Dressage jeweils vier Dressurreiter mit je einem Pferd an den Start bringen.
Am dritten Tag der Europameisterschaft, dem 9. September, waren noch die 30 besten Teilnehmer des Grand Prix de Dressage im Grand Prix Spécial startberechtigt. Dort wurden die ersten drei Einzelmedaillen vergeben. Die Top-15-Reiter des Grand Prix Spécial qualifizierten sich für die Grand Prix Kür am Samstag (11. September). Soweit aus einer oder mehreren Nationen mehr als drei Reiter unter die Top 15 des Grand Prix Spécial kamen, war der jeweils niedrigstplatzierte (vierte) Reiter der jeweiligen Nation nicht für die Grand Prix Kür qualifiziert. An deren Stelle rückte dann nach der Platzierung des Grand Prix Spécial der auf Rang 16 geführte Reiter nach. In der Grand Prix Kür wurde der zweite Einzelmedaillensatz vergeben.

#### Mannschaftswertung
Nachdem die deutsche Mannschaft zwei Jahre zuvor die Europameisterschaften mit vier sehr starken Paaren dominiert hatte, war die Ausgangssituation 2021 eine andere. Dorothee Schneider brachte, nachdem ihr Toppferd Showtime kurz vor den Europameisterschaften ausgefallen war, den Wallach Faustus an den Start. Dieser war zwar bereits 13 Jahre alt, hatte aber bis hierhin noch keine Erfahrung auf Championaten sammeln können. Das Paar kam auf knapp unter 75 Prozent. Das deutsche Reservepaar der Olympischen Spiele in Tokio, Helen Langehanenberg und ihre Holsteinerstute Annabelle, erhielten nach Fehlern in mit dem Faktor zwei in die Wertung eingehenden Lektionen eine Bewertung um 74 Prozent. Damit lag die deutsche Equipe nach dem ersten Tag (bereits unter Berücksichtigung eines Streichergebnisses) auf Rang drei, nachdem Charlotte Fry für Großbritannien und Nanna Skodborg Merrald für Dänemark bessere Wertungen erhalten hatten als Dorothee Schneider.
Am zweiten Tag ergab sich eine knappe Entscheidung zwischen Großbritannien und Dänemark: Daniel Bachmann Andersen kam mit seinem 9-jährigen Wallach Marshall-Bell auf eine Wertung von 76,366 Prozent, während Carl Hester eine etwa 1,5 Prozent niedrigere Entwertung erhielt. Damit lag Großbritannien im Zwischenergebnis vor den letzten Reitern einer jeden Equipe nur einen Prozentpunkt vor Dänemark.
In der Spitzengruppe musste jeweils die deutsche Mannschaft vorlegen. Nachdem Isabell Werth mit der Rappstute Weihegold fast eine 80-Prozent-Wertung erreicht hatte, zeigte sich das Olympia-Doppelgoldpaar Jessica von Bredow-Werndl und TSF Dalera BB wieder in idealer Form. Mit einer Wertung von rund 84 Prozent war bereits so gut wie sicher, dass Deutschland sich erneut die Goldmedaille gesichert hatte. Charlotte Dujardin und ihr Olympiapferd Gio kamen zwar nicht an von Bredow-Werndl heran, leisteten aber mit fast 80 Prozent einen erheblichen Beitrag daran, dass Großbritannien die Silbermedaille in Hagen gewann. Cathrine Dufour hätte mit Bohemian sogar eine Wertung von über 80 Prozent erreichen können, zwei Fehler zum Ende der Prüfung senkten ihr Ergebnis jedoch auf eine Wertung, die ganz geringfügig unter jener von Charlotte Dujardin lag. Damit ging die Mannschafts-Bronzemedaille an Dänemark. Schweden folgte mit einer schwächeren Mannschaft ohne Antonia Ramel und Patrik Kittel bereits mit sechs Prozent Rückstand auf Rang vier, die Niederlande auf Rang fünf hatten sogar schon zehn Prozent Rückstand zu Dänemark.
| Platz                                       | Land           | Reiter und Pferde                          | Prozent  |
| 1                                           | Deutschland    | Deutschland                                | 238,944  |
| ------------------------------------------- | -------------- | ------------------------------------------ | -------- |
|                                             |                | Dorothee Schneider mit Faustus             | 74,985   |
| Helen Langehanenberg mit Annabelle          | (73,960)       |                                            |          |
| Isabell Werth mit Weihegold OLD             | 79,860         |                                            |          |
| Jessica von Bredow-Werndl mit TSF Dalera BB | 84,099         |                                            |          |
| 2                                           | Großbritannien | Großbritannien                             | 232,345  |
|                                             |                | Gareth Hughes mit Sintano van Hof Olympia  | (74,394) |
| Charlotte Fry mit Everdale                  | 77,671         |                                            |          |
| Carl Hester mit En Vogue                    | 74,845         |                                            |          |
| Charlotte Dujardin mit Gio                  | 79,829         |                                            |          |
| 3                                           | Dänemark       | Dänemark                                   | 231,165  |
|                                             |                | Charlotte Heering mit Bufranco             | (70,699) |
| Nanna Skodborg Merrald mit Orthilia         | 75,078         |                                            |          |
| Daniel Bachmann Andersen mit Marshall-Bell  | 76,366         |                                            |          |
| Cathrine Dufour mit Bohemian                | 79,721         |                                            |          |
| 4                                           | Schweden       | Schweden                                   | 225,389  |
|                                             |                | Jacob Nörby Sörensen mit Romeo             | (68,431) |
| Jeanna Hogberg mit Lorenzo                  | 72,252         |                                            |          |
| Therese Nilshagen mit Dante Weltino OLD     | 76,941         |                                            |          |
| Juliette Ramel mit Buriel                   | 76,196         |                                            |          |
| 5                                           | Niederlande    | Niederlande                                | 221,242  |
|                                             |                | Adelinde Cornelissen mit Governor-Str      | (72,484) |
| Marlies van Baalen mit Go Legend            | 72,531         |                                            |          |
| Dinja van Liere mit Haute Couture           | 74,208         |                                            |          |
| Hans Peter Minderhoud mit Dream Boy         | 74,503         |                                            |          |
| 6                                           | Finnland       | Finnland                                   | 218,634  |
|                                             |                | Mikaela Soratie mit Hot Casanova           | 70,016   |
| Emma Kanerva mit Greek Air                  | 71,304         |                                            |          |
| Stella Hagelstam mit Sangraal               | (69,006)       |                                            |          |
| Henri Ruoste mit Kontestro                  | 77,314         |                                            |          |
| 7                                           | Spanien        | Spanien                                    | 215,979  |
|                                             |                | Juan Antonio Jiménez Cobo mit Euclides Mor | 69,410   |
| Severo Jurado López mit Fendi T             | (68,944)       |                                            |          |
| José Antonio García Mena mit Divina Royal   | 72,671         |                                            |          |
| Beatriz Ferrer-Salat mit Elegance           | 73,898         |                                            |          |
| 8                                           | Österreich     | Österreich                                 | 214,721  |
|                                             |                | Astrid Neumayer mit Zap Zap                | (67,841) |
| Victoria Max-Theurer mit Abegglen NRW       | 73,106         |                                            |          |
| Christian Schumach mit Te Quiero            | 69,099         |                                            |          |
| Florian Bacher mit Fidertraum OLD           | 72,516         |                                            |          |
| 9                                           | Frankreich     | Frankreich                                 | 208,960  |
|                                             |                | Marie Emilie Bretenoux mit Quartz of Jazz  | 68,665   |
| Maxime Collard mit Cupido                   | (65,326)       |                                            |          |
| Alexandre Ayache mit Zo What                | 68,354         |                                            |          |
| Morgan Barbançon mit Sir Donnerhall II OLD  | 71,941         |                                            |          |
| 10                                          | Portugal       | Portugal                                   | 208,524  |
|                                             |                | Duarte Nogueira mit Beirão                 | (68,634) |
| Filipe Canelas mit Fortuna                  | 69,425         |                                            |          |
| Martim Meneres mit Equador                  | 69,581         |                                            |          |
| Carlos Pinto mit Sultão Menezes             | 69,518         |                                            |          |
| 11                                          | Schweiz        | Schweiz                                    | 208,339  |
|                                             |                | Carla Aeberhard mit Delioh von Buchmatt CH | 69,581   |
| Elena Fernandez mit Sueno II                | 67,671         |                                            |          |
| Birgit Wientzek Pläge mit Hot Secret        | (67,205)       |                                            |          |
| Estelle Wettstein mit Quaterboy             | 71,087         |                                            |          |
| 12                                          | Russland       | Russland                                   | 205,078  |
| 13                                          | Belgien        | Belgien                                    | 201,724  |
| 14                                          | Ungarn         | Ungarn                                     | 200,931  |
| 15                                          | Italien        | Italien                                    | 183,820  |

#### Einzelwertung: Grand Prix Spécial
Der Grand Prix Spécial fand am Abend unter Flutlicht statt, sie begann um 17 Uhr und zog sich bis kurz vor 23 Uhr. Lange Zeit lag Carl Hester mit dem 12-jährigen KWPN-Wallach En Vogue in Führung. Bis auf Schwächen in den Schrittlektionen zeigte das Paar gute Leistungen, was ihnen eine Wertung von über 77 Prozent einbrachte. Bei der Bewertung (nicht nur) von Carl Hester war sich das Richtergremium jedoch wenig einig. So wurde Hester zum Zeitpunkt des letzten Ritts, bei dem er in Führung lag, von drei Richtern auf Rang eins geführt, während zwei der sieben Richter ihn auf Rang neun einsortierten.
Fehlerfrei, fast durchgängig mit Noten zwischen 7,0 und 8,0, beendeten Helen Langehanenberg und ihre Holsteinerstute Annabelle den Grand Prix Spécial. Mit einer Wertung von 75,228 Prozent lag sie dieses Mal vor Dorothee Schneider. Schneiders Pferd Faustus war in einer Passage gestolpert, was zu entsprechend niedrigen Noten für diese Lektion führte. Auch in der Piaffe auf der Schlusslinie gab es Punktabzüge, so dass das Paar trotz Platz 14 als viertbeste deutsche Reiter-Pferd-Kombination den Einzug in die Grand Prix Kür verpasste. Ähnlich erging es Gareth Hughes, der als vierter Brite auf Rang 15 ebenso nicht für die Kür startberechtigt war. Hiervor profitierten Hans Peter Minderhoud und José Antonio Garcia Mena auf den Plätzen 16 und 17, die damit einen Startplatz in der Grand Prix Kür erhielten. Minderhoud zog später seinen Start in der Kür zurück, so dass Adelinde Cornelissen als 18. des Grand Prix Spécial in die Kür einzog.
Henri Ruoste und sein Pferd Kontestro zeigten sich nach ihrem unglücklichen Auftritt bei den Olympischen Spielen wieder auf gewohntem Niveau und lagen im Live-Zwischenergebnis zunächst bei um 80 Prozent. Im starken Trab, in den Einerwechseln und in der Piaffe auf der Schlusslinie ließ das Paar dann doch einige mögliche Punkte liegen, so dass es in der Endwertung zu knapp unter 75 Prozent reichte. Knapp über ein Jahr nachdem Daniel Bachmann-Andersen seine Tätigkeit als Chefbereiter des Gestüts Blue Hors der Lego-Eigentümerfamilie Kirk zugunsten einer Selbstständigkeit aufgegeben hatte, war er wieder bei einem Championat am Start. Sein erst 9-jähriger Dunkelfuchs Marshall-Bell zeigte großes Potential. Auch bei diesem Paar waren sich die Richter sehr uneinig, die Ergebnisse lagen zwischen Platz 19 mit gut 73 Prozent und Platz 5 mit fast 80 Prozent. Er qualifizierte sich auf Rang zehn, ebenso wie seine Nachfolgerin bei Blue Hors, Nanna Skodborg Merrald, für die Kür. Skodborg Merralds erfahrene Stute Orthilia zeigte über die Prüfung hinweg ein unruhiges Maul, teilweise hing die Zunge heraus.
Die Führung von Carl Hester übernahm Isabell Werth. Werth stand noch unter den Eindrücken einer Kolikoperation, der sich ihr Olympiapferd Bella Rose am Vorabend hatte unterziehen müssen. Nach Aussagen von Isabell Werth habe sie sich im Stadion durch ihre Rappstute Weihegold motivieren lassen. Das Paar begann die Prüfung zunächst mit Zwischenwertungen um 70 Prozent, steigerte sich dann aber immer mehr und übersprang auf der Schlusslinie schließlich die 80 Prozent. 81,702 Prozent brachten ihr zunächst klar Platz eins. Direkt im Abschluss gingen Charlotte Dujardin und ihr 10-jähriger Fuchs Gio an den Start. Ohne Fehler kam das Paar nicht ganz an seine Bewertung der Olympischen Spiele heran, knapp unter 80 Platz war ihr Endergebnis.
Cathrine Dufour und ihr Wallach Bohemian schienen die Führung von Werth zu übernehmen, doch auf der Schlusslinie gelang der Übergang aus der Piaffe nicht, Bohemian hüpfte dabei ein wenig. Eine niedrige Note für den Übergang und teilweise auch für die Piaffe selbst ließen das Dufour knapp hinter Isabell Werth zurückfallen. Charlotte Fry trat als vorletzte Starterin in Hagen wie einige Wochen zuvor in Tokio mit dem sehr kraftvollen, aber wenig losgelassenen Hengst Everdale an. Knapp über 78 Platz brachte das Paar am Ende auf Rang fünf. Direkt danach zeigten Jessica von Bredow-Werndl und ihre Stute Dalera eine losgelassene, geschmeidige Prüfung, bei der etliche Lektionen von den Richtern mit einer Note 10,0 bewertet wurde. Auch ein Fehler in der Einerwechseln gefährdete den deutlichen Sieg das Paares nicht.
| Rang | Reiter                    | Pferd                  | Prozent  |
| ---- | ------------------------- | ---------------------- | -------- |
| 1    | Jessica von Bredow-Werndl | TSF Dalera BB          | 84,271 % |
| 2    | Isabell Werth             | Weihegold OLD          | 81,702 % |
| 3    | Cathrine Dufour           | Bohemian               | 81,079 % |
| 4    | Charlotte Dujardin        | Gio                    | 79,787 % |
| 5    | Charlotte Fry             | Everdale               | 78,146 % |
| 6    | Carl Hester               | En Vogue               | 77,310 % |
| 7    | Juliette Ramel            | Buriel                 | 76,900 % |
| 8    | Therese Nilshagen         | Dante Weltino OLD      | 76,869 % |
| 9    | Dinja van Liere           | Haute Couture          | 75,699 % |
| 10   | Daniel Bachmann Andersen  | Marshall-Bell          | 75,638 % |
| 11   | Helen Langehanenberg      | Annabelle              | 75,228 % |
| 12   | Nanna Skodborg Merrald    | Orthilia               | 74,909 % |
| 13   | Henri Ruoste              | Kontestro              | 74,894 % |
| 14   | Dorothee Schneider        | Faustus                | 74,802 % |
|      | …                         |                        |          |
| 21   | Florian Bacher            | Fidertraum OLD         | 71,687 % |
| 22   | Victoria Max-Theurer      | Abegglen NRW           | 71,672 % |
|      | …                         |                        |          |
| 25   | Nicolas Wagner Ehlinger   | Quater Back Junior FRH | 70,243 % |
|      | …                         |                        |          |
| 27   | Estelle Wettstein         | Quaterboy              | 72,027 % |

#### Einzelwertung: Grand Prix Kür

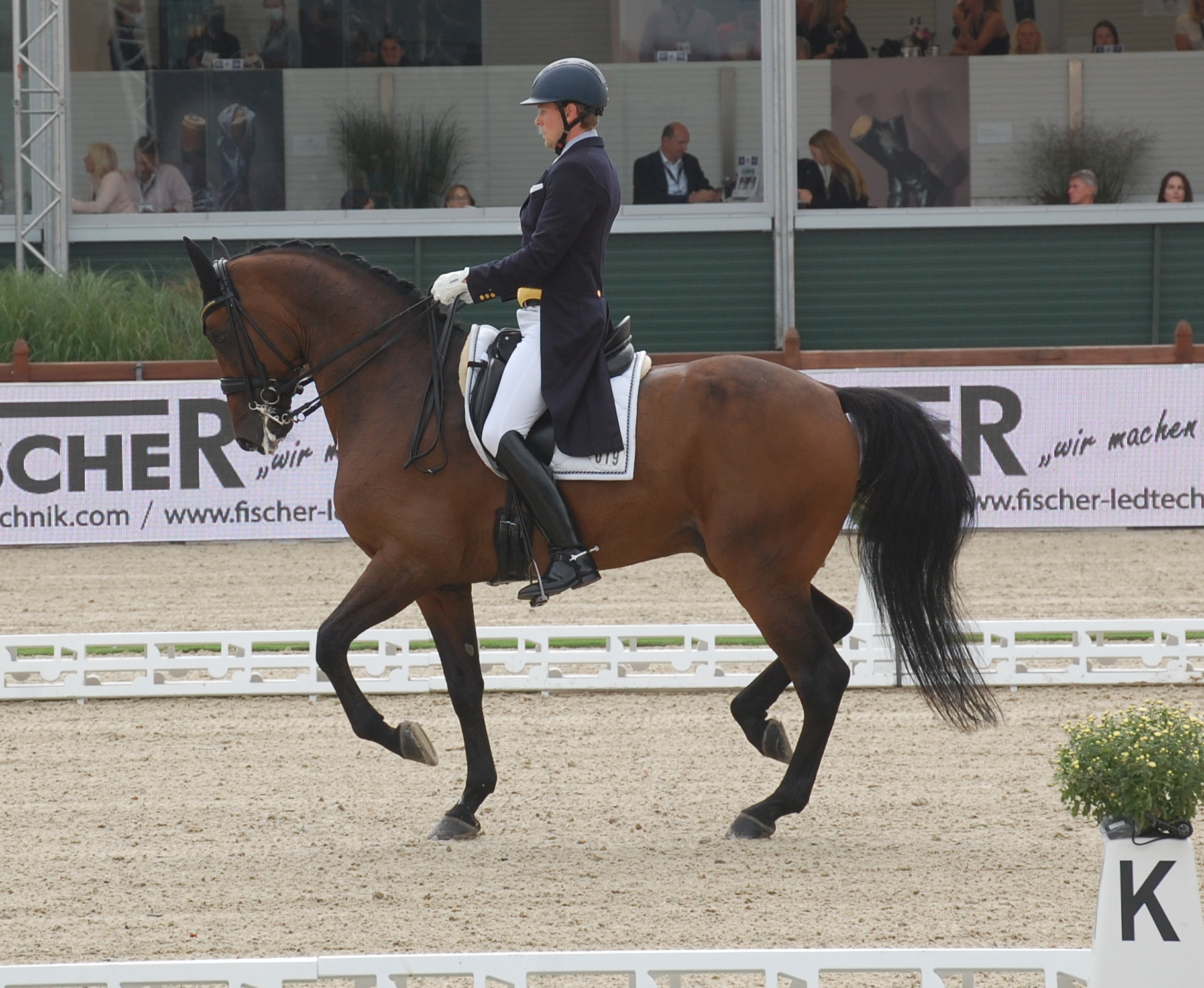
Individuelle Bestleistung von Henri Ruoste und Kontestro

Helen Langehanenberg war mit ihrer Stute Annabelle der erste Startplatz in der Grand Prix Kür zugelost worden. Das Paar bildete einen guten Auftakt zu dieser Prüfung mit einer Vorstellung mit Einzelnoten überwiegend im Bereich von 7,5 bis 8,0. Probleme gab es bei den Galopppirouetten: Während die Linkspirouette nur etwas zu groß war, missglückte die Rechtspirouette völlig. Langehanenberg gab sich selbstkritisch, „Annabelle wusste nicht mal im Ansatz, was ich wollte“. Ein Endergebnis von 77,214 Prozent reichte zu Rang 14.
Henri Ruoste, zweiter Starter in der Kür, erhielt für seinen Kürritt mit dem Wallach Kontestro ein Ergebnis von 82,600 Prozent. Diese individuelle Bestleistung brachte ihm bis zum Ende der ersten Hälfte des Starterfeldes die Führung ein. Platz sechs im Endergebnis bedeutete für Ruoste seine mit Abstand bestes Platzierung bei einem internationalen Championat. Anders beim dritten Paar der Prüfung: Adelinde Cornelissen wurde während der Prüfung abgeläutet, der Chefrichter stellte blutigen Schaum am Maul von Cornelissens Rappen fest, das Paar schied damit aus.

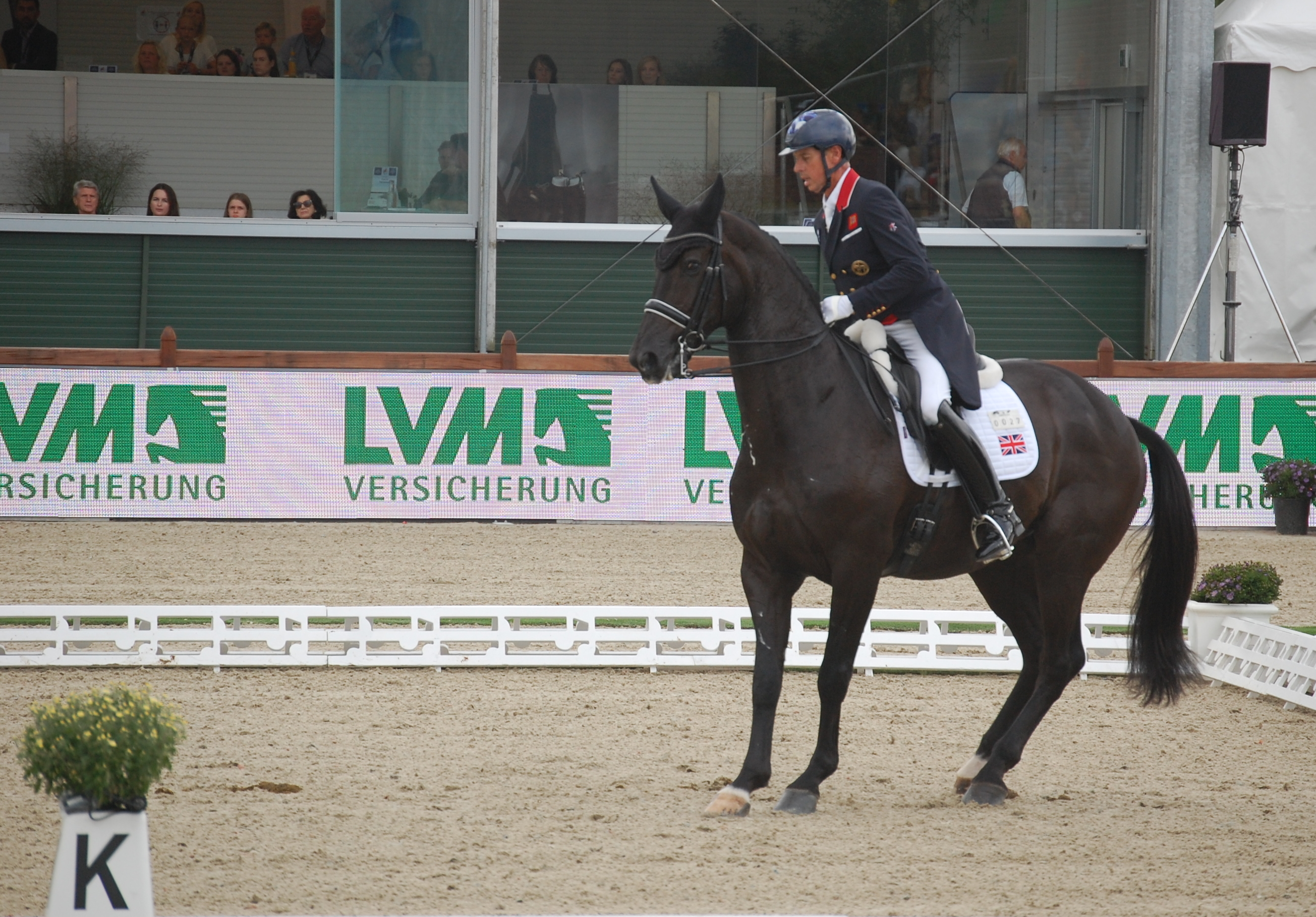
Carl Hesters Pferd En Vogue erschrak sich

Für Carl Hester verlief die Kür nicht optimal: Immer mal wieder in der Prüfung kam es zu Fehlern bzw. Anspannungen bei seinem Pferd, insbesondere nachdem sich En Vogue vor seinen eigenen Pferdeäpfeln erschrak. Als letztes Paar der ersten Hälfte der Teilnehmer ging Daniel Bachmann Andersen mit seinem Dunkelfuchs Marshall-Bell an den Start. Bei ihrer ersten internationalen Grand Prix Kür verpasste das Paar mit durchgängig guten Noten nur knapp die Führung, Endwertung 82,050 Prozent.
Losgelassen, mit aktivem Hinterbein und schwingendem Rücken zeigte sich der Rapphengst Dante Weltino mit seiner Reiterin Therese Nilshagen. Ein Fehler in den Einerwechseln verhinderte, dass das Paar an seine Bestergebnisse herankam, dennoch reichte es für eine Endwertung von über 81 Prozent. Mit der Kür von Charlotte Dujardin begann der Kampf um die Medaillen. Für die Einerwechsel, die auf der Linienführung einer einfachen Schlangenlinie geritten wurden, vergaben die Richter einstimmig nur eine 6,0. Für alle anderen Lektionen der A-Note erhielten Dujardin und ihr Pferd Gio Einzelnoten bis zur 9,0. Mit 87.246 Prozent blieb das Paar knapp unter seinem Ergebnis der Olympischen Spiele wenige Wochen zuvor.

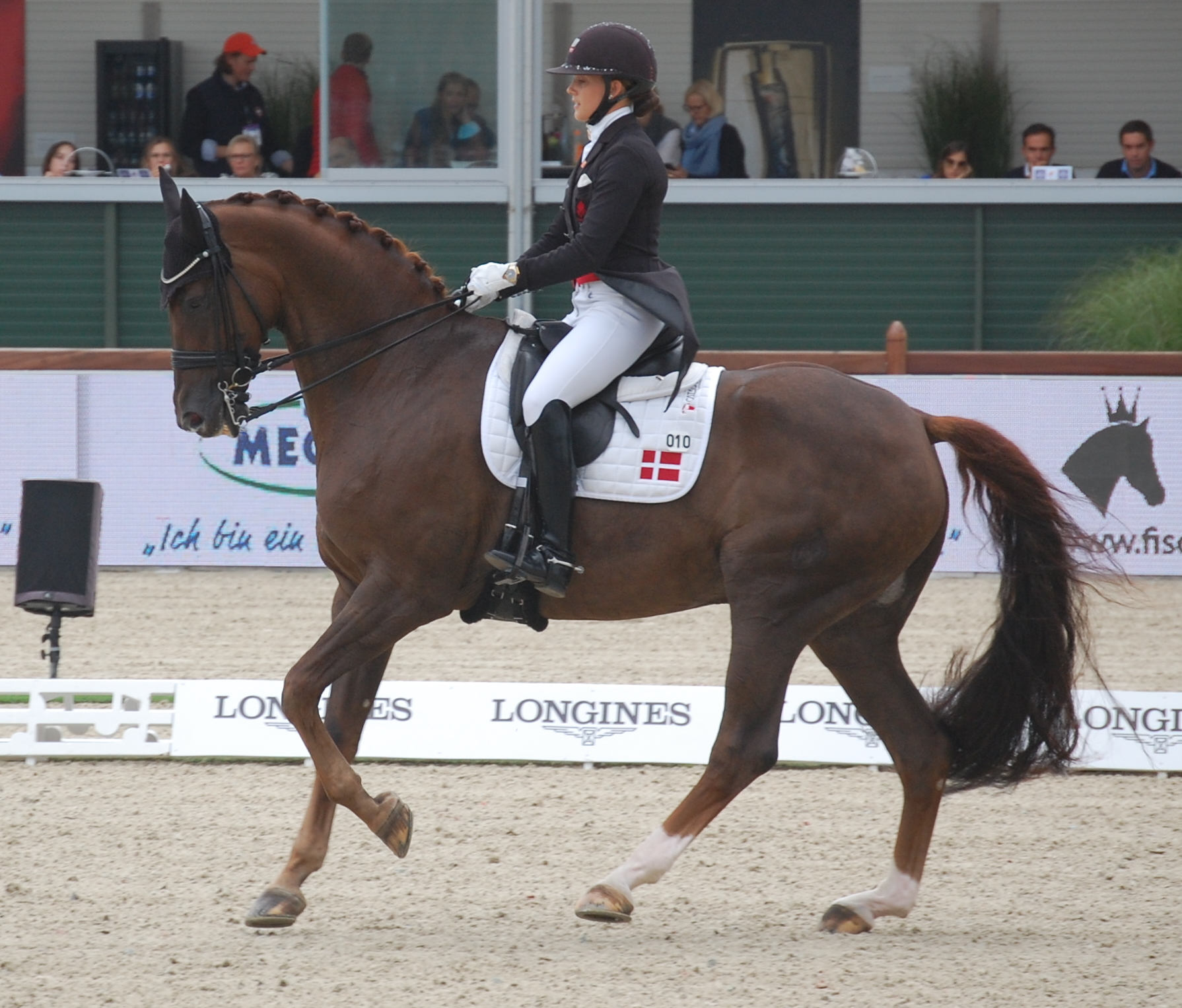
Gewinner der Silbermedaille: Cathrine Dufour und Bohemian

Direkt im Anschluss daran kamen Cathrine Dufour und ihr Wallach Bohemian in das Viereck. Dufours Pferd zeigte sich deutlich entspannter als bei den Olympischen Spielen in Tokio. Im Vergleich zu den zwei vorherigen Prüfungen dieser Europameisterschaft zeigte sich der Dunklefuchs auch weniger eng (Kopf seltener hinter der Senkrechten). Auch bei diesem Paar führten nur ein leichter Fehler in den Einerwechseln zu Punktabzügen. Insbesondere in der B-Note konnten sie sich gegenüber Charlotte Dujardin absetzen, mit über 88 Prozent gingen Dufour und Bohemian in Führung.
Hieran schloss sich der Ritt der Favoriten an: Jessica von Bredow-Werndl und ihre Trakehnerstute Dalera knüpften an ihre Form aus dem Grand Prix Spécial an. Die gesamte Kür über ließ das Paar keinen Zweifel darüber aufkommen, dass dies der Ritt zur fünften Goldmedaille binnen weniger Wochen sein würde. Wie schon häufiger in wichtigen Prüfungen musste Dalera auch in dieser Kür äppeln, die Lektion gelang dieses Mal aber dennoch. Mit über 91 Prozent kam ihre Endwertung jener aus Tokio sehr nahe.
Auch mit Fehlern in den Einerwechseln, die erst nach einigen Galoppsprüngen gelangen, verlief die Kür von Isabell Werth und Weihegold. Auch in den Traversalen und im starken Galopp ließ das Paar einige mögliche Prozentpunkte liegen. Mit knapp unter 85 Prozent verpasste Werth damit in der Kür eine Einzelmedaille. Als letztes Reiter-Pferd-Paar gingen Charlotte Fry und der Rapphengst Everdale in das Dressurviereck. Ihr Kürprogramm mit hohem Schwierigkeitsgrad gelingt bis auf einen Fehler, der auch bei diesem Paar in den Einerwechseln unterlief. Den hohen Noten insbesondere der künstlerischen B-Note stand wie in den beiden vorangegangenen Europameisterschaftsprüfungen der Eindruck eines in der Kopfhaltung zu eng und mit hoher Kruppe gehenden Pferdes gegenüber. Das Richtergremium reihte sie knapp hinter Isabell Werth auf Rang fünf ein.
| Rang | Reiter                    | Pferd             | Prozent       |
| ---- | ------------------------- | ----------------- | ------------- |
| 1    | Jessica von Bredow-Werndl | TSF Dalera BB     | 91,021 %      |
| 2    | Cathrine Dufour           | Bohemian          | 88,436 %      |
| 3    | Charlotte Dujardin        | Gio               | 87,246 %      |
| 4    | Isabell Werth             | Weihegold OLD     | 84,896 %      |
| 5    | Charlotte Fry             | Everdale          | 84,721 %      |
| 6    | Henri Ruoste              | Kontestro         | 82,600 %      |
| 7    | Daniel Bachmann Andersen  | Marshall-Bell     | 82,050 %      |
| 8    | Therese Nilshagen         | Dante Weltino OLD | 81,325 %      |
| 9    | Juliette Ramel            | Buriel            | 80,175 %      |
| 10   | Dinja van Liere           | Haute Couture     | 79,668 %      |
| 11   | José Antonio Garcia Mena  | Divina Royal      | 79,361 %      |
| 12   | Nanna Skodborg Merrald    | Orthilia          | 78,904 %      |
| 13   | Carl Hester               | En Vogue          | 78,375 %      |
| 14   | Helen Langehanenberg      | Annabelle         | 77,214 %      |
| 15   | Adelinde Cornelissen      | Governor          | ausgeschieden |

### Europameisterschaften der Altersklasse U25
Das Programm der U25-Europameisterschaften ist an das Prüfungsschema der Europameisterschaften der Altersklasse „Reiter“ angelehnt. An den ersten beiden Turniertagen wurde die Mannschaftsentscheidung ausgeritten. Hierfür traten Mannschaften zu drei oder vier Reitern mit ihren Pferden in einer Intermediaire II-Prüfung an. Die deutsche Mannschaft gewann mit deutlichem Vorsprung vor den Niederländern. Die Equipen auf dem Plätzen drei bis sieben lagen eng zusammen, die Bronzemedaille ging an Schweden.
Ebenfalls auf zwei Tage verteilt, am 9. und 10. September, wurde der U25-Grand Prix als erste Einzelentscheidung ausgetragen. Nach einem Ruhetag am Turniersamstag traten die U25-Reiter dann am Sonntagmorgen zu ihrer Kürprüfung an.

#### Mannschaftswertung (U25)
| Platz                                  | Land           | Reiter und Pferde                | Prozent  |
| 1                                      | Deutschland    | Deutschland                      | 225,206  |
| -------------------------------------- | -------------- | -------------------------------- | -------- |
|                                        |                | Ellen Richter mit Vinay NRW      | (72,088) |
| Raphael Netz mit Elastico              | 75,206         |                                  |          |
| Semmieke Rothenberger mit Flanell      | 77,059         |                                  |          |
| Ann-Kathrin Lindner mit FBW Sunfire    | 72,941         |                                  |          |
| 2                                      | Niederlande    | Niederlande                      | 218,000  |
|                                        |                | Devenda Dijkstra mit Hero        | (70,559) |
| Febe van Zwambagt mit Edson            | 71,735         |                                  |          |
| Jessica Poelman mit Chocolate Cookie   | 73,706         |                                  |          |
| Jasmien de Koeyer mit Esperanza        | 72,559         |                                  |          |
| 3                                      | Schweden       | Schweden                         | 207,264  |
|                                        |                | Nathalie Wahlund mit Cerano Gold | (62,000) |
| Jennifer Lindvall mit Midt West Casino | 69,088         |                                  |          |
| Elin Mattsson mit Beckham              | 66,294         |                                  |          |
| Lina Dolk mit Languedoc                | 71,882         |                                  |          |
| 4                                      | Dänemark       | Dänemark                         | 206,146  |
| 5                                      | Großbritannien | Großbritannien                   | 205,354  |
| 6                                      | Spanien        | Spanien                          | 203,824  |
| 7                                      | Ungarn         | Ungarn                           | 203,148  |
| 8                                      | Russland       | Russland                         | 197,118  |
| 9                                      | Belgien        | Belgien                          | 196,822  |
| 10                                     | Finnland       | Finnland                         | 195,912  |
| 11                                     | Portugal       | Portugal                         | 195,765  |
| 12                                     | Frankreich     | Frankreich                       | 195,441  |

#### U25 Grand Prix
Während der bei den Reitern bereits der erste Einzelwettbewerb auf 30 Teilnehmer beschränkt ist, durften beim U25 Grand Prix alle 53 Reiter mit ihren Pferden nochmals an den Start gehen. Die Entscheidung um Gold fiel hier äußerst knapp aus: Semmieke Rothenberger und ihre Stute Flanell verpassten mit einer Wertung von 76,256 Prozent knapp den Sieg. Der erste Einzeltitel der U25-Reiter in Hagen ging an Raphael Netz mit dem 12-jährigen Hengst Elastico. Netz, der als Bereiter im Stall der Familie Werndl tätig ist, sicherte damit die zu diesem Zeitpunkt bereits vierte Goldmedaille für den Stall Aubenhausen.
| Rang | Reiter                | Pferd            | Prozent  |
| ---- | --------------------- | ---------------- | -------- |
| 1    | Raphael Netz          | Elastico         | 76,308 % |
| 2    | Semmieke Rothenberger | Flanell          | 76,256 % |
| 3    | Jessica Poelman       | Chocolate Cookie | 73,974 % |
| 4    | Ann-Kathrin Lindner   | FBW Sunfire      | 73,872 % |
| 5    | Ellen Richter         | Vinay NRW        | 73,641 % |
| 5    | Febe van Zwambagt     | Edson            | 73,641 % |
|      | …                     |                  |          |
| 9    | Diana Porsche         | Douglas          | 71,026 % |
|      | …                     |                  |          |
| 36   | Léonie Guerra         | Dharkan          | 64,103 % |

#### Grand Prix Kür (U25)
Die letzte Entscheidung um Medaille oblag den U25-Reitern, die am Sonntagmorgen ihre Kürprüfung ausritten. In dieser Prüfung dürften noch die besten 18 Paare aus dem U25-Grand Prix antreten. Gegenüber der ersten Einzelentscheidung der U25-Reiter tauschten Raphael Netz und Semmieke Rothenberger die Plätze. Die Bronzemedaille ging erneut in die Niederlande, an die 20-jährige Reiterin Jessica Poelman.
| Rang | Reiter                | Pferd            | Prozent  |
| ---- | --------------------- | ---------------- | -------- |
| 1    | Semmieke Rothenberger | Flanell          | 81,955 % |
| 2    | Raphael Netz          | Elastico         | 81,210 % |
| 3    | Jessica Poelman       | Chocolate Cookie | 78,075 % |
| 4    | Ann-Kathrin Lindner   | FBW Sunfire      | 77,870 % |
| 5    | Jasmien de Koeyer     | Esperanza        | 76,430 % |
|      | …                     |                  |          |
| 16   | Diana Porsche         | Douglas          | 69,395 % |

### Rahmenprogramm
Höhepunkte des CDI 3*-Rahmenturnier sind ein Grand Prix Spécial am Samstagabend und eine Grand Prix Kür am Sonntagnachmittag. Zeitgleich zur Grand Prix Kür des CDI 3* findet der Höhepunkt des CSI 3*-Springreitturniers im Hauptstadion statt: Der mit 52.000 Euro dotierte Große Preis ist eine Etappe der Riders Tour 2021/2022.